# San Francisco Naciff Airport
San Francisco Naciff Airport är en flygplats i Bolivia.   Den ligger i departementet Beni, i den norra delen av landet, 600 km norr om huvudstaden Sucre. San Francisco Naciff Airport ligger 141 meter över havet.
Terrängen runt San Francisco Naciff Airport är mycket platt. Trakten runt San Francisco Naciff Airport är nära nog obefolkad, med mindre än två invånare per kvadratkilometer.. Det finns inga samhällen i närheten.
Omgivningarna runt San Francisco Naciff Airport är huvudsakligen savann.